# Wilhelm Prilipp
Wilhelm Prilipp (* 15. April 1909 in Bobenheim-Roxheim; † 15. September 1989 in Koblenz) war ein deutscher Offizier und zuletzt Brigadegeneral des Heeres der Bundeswehr.

## Leben
Prilipp wurde als Sohn des Gutspächters Walter Prilipp und Bruder des späteren Brigadegenerals Walter Prilipp auf Gut Scharrau geboren.
Am 1. April 1927 trat Prilipp als Offizieranwärter bei der Fahr-Abteilung 2 in Altdamm in die Reichswehr ein. Von August 1930 bis September 1934 war er Batterieoffizier und Nachrichtenoffizier in der III. Abteilung des Artillerie-Regiments 2 in Itzehoe, wo er am 1. Februar 1932 zum Leutnant befördert wurde. Anschließend war er bis Oktober 1936 Abteilungs-Adjutant der IV. Abteilung des Artillerie-Regiments Rendsburg, später umbenannt in I. Abteilung des Artillerie-Regiments 56 in Hamburg-Wandsbek. Ab Oktober 1936 war er Hilfslehrer im Lehrstab an der Artillerieschule in Jüterbog, ab Oktober 1937 Waffenlehrer an der Kriegsschule München und ab August 1939 Schließlehrer an der Artillerieschule in Jüterbog. Im Mai 1940 wurde er zweiter Generalstabsoffizier (Ib) beim Höheren Artilleriekommandeur 301 in Frankreich, war ab März 1941 Batteriechef in der III. Abteilung des Artillerie-Regiments 248 in der Sowjetunion, ab Mai 1942 Abteilungskommandeur der II. Abteilung des Panzer-Artillerie-Regiments 73 in der Sowjetunion, auf dem Balkan und in Griechenland und ab August 1943 Gruppenleiter Ib (Waffen und Munition) beim General der Artillerie im Generalstab des Heeres/Oberkommando des Heeres. Am 1. September 1944 wurde er zum Oberstleutnant ernannt und war von Mai bis Juni 1946 in US-amerikanischer Kriegsgefangenschaft.
Von Juli 1945 bis November 1946 war er Landarbeiter auf dem väterlichen Hof in Roßbach, besuchte von November 1946 bis November 1947 die Höhere Landbauschule, die er als staatlich geprüfter Landwirt am 11. November 1947 abschloss, und war von Februar 1948 bis Januar 1956 landwirtschaftlicher Berufsschullehrer in Erbach.
Am 1. Februar 1956 trat Prilipp als Oberstleutnant in die Bundeswehr ein und war zunächst Leiter der Abteilung V (Artillerie) im Bundesministerium der Verteidigung in Bonn. Im Juni 1956 wurde er, als Nachfolger von Kurt Gieser, Abteilungsleiter Artillerie und Topographie im Truppenamt in Köln und war ab Mai 1959 Leiter des Spezialstabs ATP (Ausbildung, Technik, Planung) an der Artillerieschule in Idar-Oberstein. Anschließend wurde er im Oktober 1962 Kommandeur des Artilleriekommandos 3 des III. Korps in Koblenz, wo er am 18. Juli 1964 zum Brigadegeneral ernannt wurde. Mit Ablauf des September 1966 wurde er in den Ruhestand versetzt.
Nach seiner aktiven Dienstzeit war Prilipp von 1972 bis 1977 Geschäftsführer der Deutschen Gesellschaft für Wehrtechnik in Bad Godesberg und ehrenamtlich im Präsidium als stellvertretender Vorsitzender tätig.

## Auszeichnungen
- 1941: Eisernes Kreuz I. Klasse
- 1941: Verwundetenabzeichen in Schwarz
- 1944: Kriegsverdienstkreuz mit Schwertern II. Klasse
- 1966: Großes Verdienstkreuz des Verdienstordens der Bundesrepublik Deutschland